# 公果
公果（?—?），姬姓，鲁昭公之子。
昭公二十五年（前517年），季公亥（公若）献弓于公为，劝他诛杀季孙氏。公为联合弟弟公果、公贲告知父亲鲁昭公。公果、公贲派侍人僚柤告知昭公。因为在鲁昭公睡觉时禀报，鲁昭公将以戈击僚柤，僚柤逃走，数月不敢见国君。公果、公贲再派，鲁昭公还拿着戈吓唬他，说“非小人之所及也。”公果自己告诉鲁昭公。鲁昭公和郈昭伯商量。当时郈昭伯与季平子斗鸡结怨，于是怂恿鲁昭公，讨伐三桓。结果昭公失败，郈昭伯被杀。鲁昭公流亡到齐鲁之交的郓地和乾侯。